# Urodus hephaestiella
Urodus hephaestiella is een vlinder uit de familie van de Urodidae. De wetenschappelijke naam van de soort is voor het eerst geldig gepubliceerd in 1877 door Zeller.